# قدرة استيعابية (إدارة أعمال)
في إدارة الأعمال، القدرة الاستيعابية (بالإنجليزية: Absorptive capacity)‏، هي قدرة الشركة على التعرف على قيمة المعلومات الجديدة، واستيعابها، وتطبيقها على الأهداف التجارية. يتم دراسته على المستويات الفردية والجماعية والثابتة والوطنية. تتضمن الدراسات أداء الابتكار في الشركة ومستوى الطموح والتعلم التنظيمي.ولكي تكون منظمة مبتكرة ، يجب أن تطور قدرتها الاستيعابية.